# 索拉罗 (上科西嘉省)
索拉罗（法語：Solaro，法語發音：[sɔlaʁo]）是法国上科西嘉省的一个市镇，属于科尔泰区。

## 地理
索拉罗（41°54'14"N, 9°19'35"E）面积93.36 平方千米，位于法国上科西嘉省，该省份位于科西嘉北部，后者为地中海西部的一座岛屿，也是法国的一个单一领土集体，位于法国大陆部分的东南面，意大利半島的西面，最临近的地块是撒丁岛。
与索拉罗接壤的市镇（或旧市镇、城区）包括：昆扎、萨里-索伦扎拉、齐卡沃、基萨。

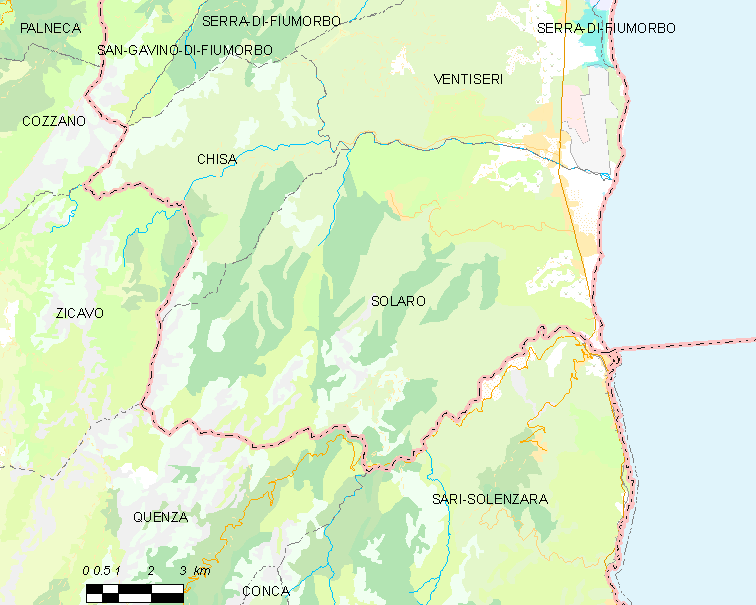
的OSM定位图

索拉罗的时区为UTC+01:00、UTC+02:00（夏令时）。

## 行政
索拉罗的邮政编码为20240，INSEE市镇编码为2B283。

## 政治
索拉罗所属的省级选区为菲尤莫博-卡斯泰洛县。

## 人口

1962-2008年间人口变化图示

索拉罗于2022年1月1日时的人口数量为734人。